# Museu do Holocausto do Porto
O Museu do Holocausto do Porto foi criado em 2021 pela Comunidade Judaica do Porto (CIP/CJP) em parceria com a B’nai B’rith International e museus do Holocausto em Moscovo, Hong Kong, Estados Unidos e Europa. O Museu concentra-se no grande público, sobretudo os mais jovens, e investe no ensino, na formação profissional de educadores, na promoção de exposições e no apoio da investigação.
Os visitantes podem ver a reprodução dos dormitórios de Auschwitz, assim como uma sala de nomes, cinema, sala de conferências, centro de estudos, corredores com a narrativa completa e, à imagem do Museu de Washington, fotografias e ecrãs exibindo filmes reais sobre o antes, o durante e o depois da tragédia.
São abordados temas como a vida judaica antes do Holocausto, o Nazismo, a expansão nazi na Europa, os Guetos, os refugiados, os campos de Concentração, de Trabalho e de Extermínio, a Solução Final, as Marchas da Morte, a Libertação, a População Judaica no Pós-Guerra, a Fundação do Estado de Israel, Vencer ou morrer de fome, Os Justos entre as Nações.
O Museu é a materialização do repto lançado à sociedade civil pelo projeto governamental “Nunca Esquecer, em torno da memória do Holocausto" e pretende honrar a Aliança Internacional para a Memória do Holocausto de que Portugal é membro, tal como partilhar com a sociedade em geral os documentos e os objetos deixados pelos refugiados na Sinagoga do Porto, durante a Segunda Guerra Mundial.
O Museu do Holocausto recebeu no primeiro mês cerca de 10 000 visitantes, tendo sido classificado pela TimeOut como o melhor Museu da cidade do Porto.
O espaço é tutelado por membros da Comunidade Judaica do Porto cujos pais, avós e familiares foram vítimas do Holocausto. Luísa Finkelstein lembra os familiares que "foram vítimas de pelotões de fuzilamento depois de terem sido obrigados a abrir uma vala comum", Deborah Walfrid conta que os avós "foram executados na Polónia, depois de raspagem do cabelo, tatuagens de números nos braços e trabalho escravo" e Eta Rabinowicz Pressman relata como morreram duas gerações de familiares seus presos no leste da Europa: "O porteiro do prédio queria salvar os filhos, mas eles preferiram ir com os pais e morreram também. O único sobrevivente estava preso pelos soviéticos num gulag na Sibéria". Existem outros testemunhos de membros da comunidade judaica do Porto sobre familiares que conseguiram fugir de Treblinka ou que foram obrigados a tocar violino no campo de propaganda de Theresienstadt e até sobre patriotas alemães que foram assassinados como estrangeiros indesejados.
O Museu mostra mesmo o depoimento de uma vítima do "Anjo da Morte" de Auschwitz — Chaja Lassmann — que é mãe de um dos membros da Comunidade Judaica do Porto que tutela o Museu do Holocausto da cidade. Chaja diz não saber como pôde ter tido filhos depois das repetidas experiências intrusivas a que foi submetida.
Num artigo publicado nos Estados Unidos da América sobre a importância do Museu do Holocausto do Porto, a escritora e jornalista portuguesa Miriam Assor escreveu que "como filha do rabino que liderou a comunidade judaica de Lisboa por 50 anos, nascida num país onde os judeus foram expulsos há cinco séculos, o Museu do Holocausto do Porto dá-me uma sensação de segurança. É um lembrete de que a frase 'Nunca mais´ — sobre o assassinato selvagem de 6 milhões de judeus num genocídio planejado até ao milímetro — não pode e não deve ser reduzida a uma epígrafe."
De acordo com a página oficial da Comunidade Judaica do Porto, o Museu do Holocausto integra-se numa estratégia de combate ao antissemitismo que já conta com o Museu Judaico do Porto, com visitas de escolas à sinagoga, com cursos para professores, com filmes de história e com ações de beneficência em parceria com a Diocese do Porto.
Charles Kaufman, presidente da organização de direitos humanos B'nai B'rith International, afirmou que "os museus judaicos e do Holocausto são fundamentais numa Europa onde cada vez mais pessoas odeiam os judeus, o judaísmo e Israel. Em 2019, eu próprio inaugurei o Museu Judaico no Porto e reuni em Lisboa com Catarina Vaz Pinto para que o Museu Judaico desta cidade não seja esquecido".
Também o Diretor Nacional da Anti Defamation League, Jonathan Greenblatt, sublinha a necessidade dos dois museus articulados no combate ao antissemitismo: "O Museu do Holocausto transmitirá a todos uma lição importante: 'não fique em silêncio diante do mal!' e o Museu Judaico tenderá a reduzir as teorias da conspiração e os estereótipos malignos contra os judeus."
Em 20 de maio de 2021, o Presidente da Câmara Municipal do Porto conversou publicamente com membros da comunidade judaica local sobre a grande importância do Museu do Holocausto para a cidade.
Em junho de 2021, a B'nai B'rith International organizou no Museu do Holocausto um evento para jovens judeus de várias nacionalidades sobre “Os novos desafios” para o mundo moderno, para Portugal, para Israel, para as organizações que combatem o antissemitismo, para a salvaguarda da memória do Holocausto e para a preservação da identidade do povo judeu. As principais preocupações dos jovens centraram-se na ascensão do antissemitismo na Europa, na forma ofensiva como o Estado de Israel é tratado pela grande media e na possibilidade de um novo Holocausto.
O Museu do Holocausto do Porto doou os seus livros de visitas ao Yad Vashem, em Israel, através da Embaixada de Israel em Portugal, de acordo com um representante do museu e, numa cerimónia no Museu, em novembro de 2021, o Observatório Internacional de Direitos Humanos homenageou todas as vítimas do Holocausto na presença de duas centenas de estudantes.